# Херизау
Херизау (на немски: Herisau) е курортен град в Североизточна Швейцария. Главен административен център на кантон Апенцел Аусерроден. Разположен е около река Глат на 13 km на югоизток от Санкт Гален. Първите сведения за града като населено място датират от 837 г. Има жп гара. Населението му е 15 527 души по данни от преброяването през 2008 г.

## Личности
Починали
- Херман Роршах (1884 – 1922), швейцарски психоаналитик